# سیاه‌توکای تبتی
سیاه‌توکای تبتی (نام علمی: Turdus maximus) نام یک گونه از تیره توکایان است.